# Defensa twinkie

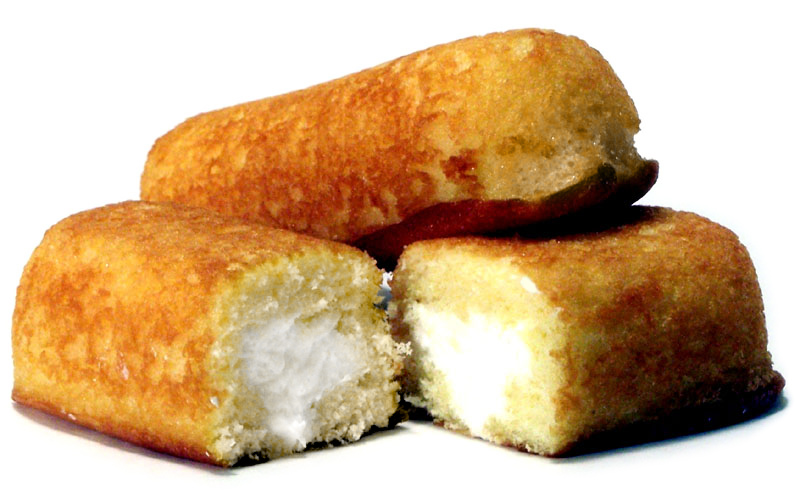
El nombre de defensa twinkie proviene del twinkie, un producto de bollería industrial con alto contenido en azúcar.

"Defensa Twinkie" es una etiqueta despectiva para una improbable defensa legal. No es una defensa legal reconocida en la jurisprudencia, sino un término generalizado acuñado por los periodistas durante su cobertura del juicio del acusado Dan White por los asesinatos del Supervisor de la ciudad de San Francisco, Harvey Milk, y el alcalde George Moscone. La defensa de White fue que sufría capacidad disminuida como resultado de su depresión, un síntoma de la cual fue un cambio en su dieta de alimentos saludables a Twinkies y otros alimentos azucarados. Contrariamente a la creencia popular, los abogados de White no argumentaron que los Twinkies fueron la causa de las acciones de White, sino que su consumo era sintomático de su depresión subyacente. El producto en sí solo se mencionó de pasada durante el juicio. White fue condenado por homicidio voluntario en lugar de asesinato en primer grado, y cumplió cinco años en prisión.

## Origen

Harvey Milk

La expresión deriva del juicio de 1979 de Dan White, un ex policía y bombero de San Francisco que estaba sirviendo como supervisor del distrito de la ciudad hasta asesinar al Alcalde George Moscone y al Supervisor Harvey Milk el 27 de noviembre de 1978. En el juicio, el psiquiatra Martin Blinder testificó que White había estado deprimido en el momento del crimen, y señaló varios cambios de comportamiento que indicaban la depresión de White: había renunciado a su trabajo; evitaba a su esposa; y aunque normalmente era bien arreglado, se había vuelto desaliñado en apariencia. Además, White había sido anteriormente un fanático del fitness y defensor de la comida saludable, pero había comenzado a consumir comida chatarra y refrescos azucarados como Coca-Cola. Como una nota incidental, Blinder mencionó teorías de que elementos de la dieta podrían empeorar los cambios de humor existentes. Otro psiquiatra, George Solomon, testificó que White había "explotado" y estaba "como en piloto automático" en el momento de los asesinatos. El hecho de que White había matado a Moscone y Milk no fue desafiado, pero – en parte debido al testimonio de Blinder y otros psiquiatras – la defensa convenció con éxito al jurado de que la capacidad de pensamiento racional de White había sido disminuida; los jurados encontraron a White incapaz de la premeditación requerida para una condena por asesinato, y en su lugar lo condenaron por homicidio voluntario. Las protestas públicas por el veredicto llevaron a los Disturbios de la Noche Blanca.

## Capacidad disminuida
Los Twinkies solo se mencionaron incidentalmente en la sala del tribunal durante el juicio de White, y la comida chatarra fue un aspecto menor de la presentación de la defensa. La defensa no afirmó que White estaba en un subidón de azúcar y cometió los asesinatos como resultado. Sin embargo, el uso del término "defensa Twinkie" por parte de un reportero se hizo popular, llevando a un malentendido persistente por parte del público. La comprensión errónea se reiteró al final de Milk, la biografía de Gus Van Sant de 2008 sobre Harvey Milk. En una característica adicional en la versión en DVD de The Times of Harvey Milk, un documental sobre la vida y muerte de Milk, los abogados de White explican lo que realmente argumentaron en la corte.
La defensa legal real que usaron los abogados de White fue que su capacidad mental había sido disminuida, y el consumo de comida chatarra de White se presentó al jurado como uno de muchos síntomas, no una causa, de la depresión de White.
En historias que cubrían el juicio, el satírico Paul Krassner había exagerado el ángulo del Twinkie, y más tarde reclamaría el crédito por acuñar el término "defensa Twinkie". El día después del veredicto, el columnista Herb Caen escribió en el San Francisco Chronicle sobre el apoyo de la policía a White, él mismo un ex policía, y su "desagrado por los homosexuales", y mencionó "la defensa de la locura de los Twinkies" de pasada. Sin embargo, las noticias publicadas después del juicio con frecuencia informaron los argumentos de la defensa de manera inexacta, afirmando que la defensa había presentado la comida chatarra como la causa de la depresión de White y/o de su capacidad disminuida, en lugar de haber sido sintomática de una depresión existente. Dan White se suicidó siete años después.
Como resultado de la publicidad negativa del caso White y otros, el término capacidad disminuida fue abolido en 1982 por la Proposición 8 y la legislatura de California y fue reemplazado por el término actualidad disminuida, refiriéndose no a la capacidad de tener una intención específica, sino a si el acusado realmente tenía la intención requerida para cometer el delito. Además, las definiciones legales de premeditación y malicia requeridas para el asesinato fueron eliminadas por la legislatura del estado, volviendo a las definiciones del derecho consuetudinario. Para entonces, la "defensa Twinkie" se había convertido en un término tan común que un legislador había agitado un Twinkie en el aire mientras hacía su punto durante un debate.

## Corte Suprema
Durante los argumentos orales en la Corte Suprema en el caso Estados Unidos contra González-López, 548 U.S. 140 (2006), el juez Antonin Scalia se refirió a la defensa Twinkie en relación con el derecho a elegir un abogado como quizás más importante que el derecho a la asistencia efectiva de un abogado: "No quiero un abogado competente. Quiero un abogado que me saque de esto. Quiero un abogado que invente la defensa Twinkie. ... No consideraría la defensa Twinkie como una invención de un abogado competente. Pero quiero un abogado que gane para mí".